# Герб Баня-Луки
Герб Баня-Луки — собственный символ города Баня-Лука, состоящий из трёх частей — малый (или основной), средний и большой гербы. Герб утверждён в 2017 году, автором является специалист по геральдике Драгомир Ацович. Использование герба определяется статусом города и отдельными законодательными актами, которые санкционируют использование герба на различных документах, изображениях и в определённых ситуациях.
Геральдическая история Баня-Луки сравнительно небольшая, поскольку первую неудачную попытку утвердить свой герб город предпринял лишь в первой половине XX века. Герб города появился во время СФРЮ и оставался неизменным до 1992 года, пока не произошёл распад Югославии и не началась гражданская война. На конкурсе был утверждён новый герб, просуществовавший до 2013 года, пока Конституционный суд Республики Сербской не объявил его не соответствующим Конституции из-за нарушения принципа конститутивности народа и равноправии граждан. Новый герб был утверждён после четырёх неудачных попыток в 2017 году.

## Описание
Герб города Баня-Лука состоит из трёх частей: малый герб (или основной), средний и большой герб. Статутом города Баня-Лука этот символ определён следующим образом:

### Малый герб
Описание малого герба:

На щите, разделённом пополам, в красном поле серебром и чёрными окнами выложена каменная стена, в середине которой есть двухэтажная башня с одним открытым входом и пирамидальной серебряной заострённой крышей, и с обеих сторон этой башни по одной серебряной малой одноэтажной башне с одним чёрным окном и крышей, как описано; внизу серебряные в лазоревом поле две лодки — даяки по бокам щита; над ними волнообразная синяя линия с такой же серебряной линией.
Оригинальный текст (серб.)На штиту, подијељено, горе у црвеном сребром и црним спојницама озидани камени бедем у чијем је средишту иста таква двоспратна кула лучно отворена пољем са по једним црно отвореним прозором на спратовима и са пирамидалним сребрним кровом са наглашеном стрехом, и са обје стране те куле са по једном сребрном мањом једноспратном кулом са по једним прозором отвореним црно и кровом као што је описано, а доље сребрно са плавим суоченим кљуновима два чамца — дајака из бокова штита; преко свега таласаста плава греда изнад истог таквог прута.

### Средний герб
Описание среднего герба:

На щите, разделённом пополам, в красном поле серебром и чёрными окнами выложена каменная стена, в середине которой есть двухэтажная башня с одним открытым входом и пирамидальной серебряной заострённой крышей, и с обеих сторон этой башни по одной серебряной малой одноэтажной башне с одним чёрным окном и крышей, как описано; внизу серебряные в лазоревом поле две лодки — даяки по бокам щита; над ними волнообразная синяя линия с такой же серебряной линией.
Щит коронован золотой каменной стенной короной о четырёх зубцах и диадемой.
Оригинальный текст (серб.)На штиту, подијељено, горе у црвеном сребром и црним спојницама озидани камени бедем у чијем је средишту иста таква двоспратна кула лучно отворена пољем са по једним црно отвореним прозором на спратовима и са пирамидалним сребрним кровом са наглашеном стрехом, и са обје стране те куле са по једном сребрном мањом једноспратном кулом са по једним прозором отвореним црно и кровом као што је описано, а доље сребрно са плавим суоченим кљуновима два чамца — дајака из бокова штита; преко свега таласаста плава греда изнад истог таквог прута.

Штит крунисан златном каменом озиданом бедемском круном са четири видљива мерлона и дијадемом.

### Большой герб
Описание большого герба:

Средний герб Города окружён щитодержателями: справа естественное изображение Петра Кочича, одетого в тёмно-синий редингот по моде начала XX века, а слева естественное изображение бана Светислава Милосавлевича, одетого во фрак с соответствующими наградами и лентой. Оба щитодержателя держат естественное деревянное древко, окованное золотом, на котором в поле видны квадратный флаг Республики Сербской, обшитый золотом (справа), и флаг Баня-Луки (слева). Флаг Баня Луки повторяет содержимое щита основного герба. Концы обоих стягов увенчаны золотым терновым венцом. Почва герба состоит из золотых листьев дикого каштана (Aesculus hippocastanum), переплетённых с зелёными листьями липы (Tilia tomentosa).
Оригинальный текст (серб.)Средњи грб Града окружен чуварима, и то: десно природна фигура Петра Кочића, одјевеног у тамносиви реденгот према моди с почетка 20. вијека, а лијево природна фигура бана Светислава Милосављевића одјевеног у фрак са припадајућим одликовањима и лентом. Оба чувара држе природни дрвени јарбол окован златом са кога се у поље вије квадратни стег Републике Српске опшивен златним ресама (десно), односно Бање Луке (лијево). Стег Бање Луке истовјетне је садржине као штит основног грба. Копља оба стега овјенчана су златним трновим вијенцем. Постамент грба је руковијет златног лишћа дивљег кестена (Aesculus hippocastanum) преплетеног са зеленим лиснатим гранчицама липе (Tilia tomentosa).

## Использование
Использование и защита герба Баня-Луки определены Статутом города и «Указом об использовании символа города Баня-Луки». Нормативной основой для урегулирования этой темы является «Закон о местном самоуправлении» Республики Сербской, в котором прописано, что «внешний вид, содержание и употребление символа определяются статутом единицы локального самоуправления в соответствии с законом».
Согласно Указу об использовании, запрещено надругательство над символами или их неподобающее использование, которое может навредить общественной морали и достоинству жителей Баня-Луки; разрешается использование форы или содержания только на основаниях, предусмотренных Статутом и Указом об использовании. Для использования необходимо разрешение надлежащего органа, и ни одно лицо не может использовать символы города без этого разрешения, даже если есть на то все основания. Решение об использовании символики должно включать цель, условия использования, период действия и другие возможные ограничения, соответствующие использованию в конкретном случае. Городская администрация и её подразделения принимают решения о том, могут ли юридические и физические лица использовать символику в соответствии с их компетенции и деятельностью, а также возможно ли использование символики в рамках событий, проходящих при участии города или в его честь. Решение об использовании герба может быть обжаловано: жалоба передаётся градоначальнику в течение установленного срока. Решение об использовании может быть отменено, если тот, кому выдали разрешение, использует герб ненадлежащим образом или в противоположных целях: его отменяет компетентный орган, контролирующий исполнение решения. Стандарт, составленный на основе описания герба, определяет использование малого, среднего и большого гербов Баня-Луки и утверждается градоначальником Баня-Луки.
Герб, который был повреждён или имеет ненадлежащий вид, не может использоваться. Герб может быть неотъемлемой частью других эмблем, гербов или символов, если изображён в первоначальном виде и таким образом, что не вредит достоинству и репутации города. Герб разрешено использовать в художественных и образовательных целях (причём бесплатно), если эти действия не противоречат эстетике, общественным и моральным нормам, геральдическим правилам и традициям и решению об использовании и не несут никакого оскорбительного смысла для репутации города. Однако использовать герб в коммерческих целях (товарный знак, образец, модель или символ товаров и услуг) строго запрещено.
Решение об использовании всегда включает следующие положения:
О большом гербе

1. Большой герб города является символом города.
2. Большой герб устанавливается на здании заседания городского самоуправления и всех иных зданиях городской администрации, как и на помещениях, где происходят заседания городской скупщины, в кабинете градоначальника и других служебных помещениях по решению градоначальника.
3. Большой герб города применяется в особо торжественных случаях для подчёркивания значения и традиций города (то есть когда город представляется) и обязан быть представленным на печати или напечатан на распоряжениях, дипломах и других документах общественного признания.
4. Большой герб города применяется в пределах города.

Оригинальный текст (серб.)1) Велики грб Града ознака је и симбол Града.

2) Велики грб истиче се на згради сједишта Градске управе и свим осталим зградама градске администрације, као и у просторијама гдје се одржавају сједнице Скупштине Града, у Кабинету градоначелника и у другим службеним просторијама по одлуци градоначелника.
3) Велики грб Града истиче се у посебно свечаним приликама када се истичу значај и традиције Града, односно када се репрезентује Град и обавезно се утискује, односно штампа на повељама, дипломама и другим јавним признањима које додјељује Град.

4) Велики грб Града истиче се на граници територије Града.

О среднем гербе

1. Средний герб города — служебный герб городского управления и может использоваться в обычной деятельности всех городских органов.
2. Средний герб города используется на предметах, которые предназначены для репрезентативных целей.
3. Средний герб города используется на меморандумах, конвертах, официальных приглашениях, поздравительных открытках, визитных картах, которые используются должностными лицами города.

Оригинальный текст (серб.)1) Средњи грб Града је и службени грб Градске управе Града и може се користити у редовним активностима свих органа Града.

2) Средњи грб Града користи се на предметима који се дају у репрезентативне сврхе.

3) Средњи грб Града користи се на меморандуму, коверти, званичној позивници, честитки, визиткарти које користе функционери Града.

О малом гербе

1. Основной (малый) герб города — знак и символ города, используемый всеми органами городского управления для исполнения служебных обязанностей и в служебной деятельности.
2. Основной герб используется:

- В составе форм и публичных документов, если это предусмотрено законами, указами и другими нормативными актами;
- В составе обозначений униформы служебных лиц города, если это предусмотрено законами, указами и другими нормативными актами;
- На официальных приглашениях, поздравительных сообщениях и др., используемых руководителями департаментов и служб городской администрации;
- На табличках с названиями улиц на территории города;
- В иных случаях, если его использование не противоречит этому решению.

Оригинальный текст (серб.)1) Основни (Мали) грб Града је ознака и симбол Града, а користе га сви органи Градске управе за обиљежавање службених просторија и у службеној употреби.

2) Основни грб се користи:
— у саставу образаца и јавних исправа, кад је то предвиђено законима, одлукама и другим прописима;
— у саставу ознака на униформама службених лица Града, кад је то предвиђено законима, одлукама и другим прописима;
— на званичним позивницама, честиткама и сл. које користе руководиоци одјељења и служби Градске управе;
— на таблама са називима улица на територији Града;

— у другим случајевима, ако његова употреба није у супротности са овом одлуком.

Герб может использоваться только в соответствии с геральдическими, вексилологическими и сфрагистическими правилами, и в принятом решении должны описываться детально способ и правила, позволяющие изображать герб. За исполнением всех вышеупомянутых правил следит Управление коммунальной полиции Городского управления Баня-Луки, которое в случае нарушения правил может оштрафовать правонарушителя. Размер штрафа зависит от степени тяжести нарушения закона и определяется Указом об использовании.